# Hans von Brandenstein (Verwaltungsjurist)
Hans von Brandenstein (* 12. Dezember 1849 in Oberammergau; † 20. Februar 1938 in Berlin) war ein deutscher Verwaltungsbeamter.

## Herkunft
Seine Eltern waren Ernst Karl Friedrich von Brandenstein (* 19. Januar 1823; † 1. Juni 1850) und dessen Ehefrau Ottilie von Sperling.

## Leben
Von Brandenstein studierte an der Ruprecht-Karls-Universität Heidelberg Rechtswissenschaften. 1870 wurde er Mitglied und später Ehrenmitglied des Corps Saxo-Borussia Heidelberg. Nach Abschluss des Studiums und dem 1878 bestandenen Gerichtsassessorexamen trat er in den preußischen Staatsdienst ein. 1880 wurde er Regierungsassessor in Potsdam. 1883 wechselte er in das Ministerium des Inneren und 1884 zum Oberpräsidium Magdeburg. 1886 wurde er zum Regierungsrat befördert. Im Frühjahr 1888 tat er für drei Monate bei Kronprinz Wilhelm Dienst und wurde anschließend zum Oberpräsidialrat bei der Regierung Potsdam befördert. 1895 wurde von Brandenstein zum Regierungspräsidenten des Regierungsbezirks Hannover ernannt. Nach politischen Unzuträglichkeiten mit der Stadtverwaltung Hannover und der Nationalliberalen Partei schied er 1903 aus dem Amt aus und wurde Syndikus der Kur- und Neumärkischen Ritterschaft. Bis 1921 war er Ritterschaftssyndikus. 1932 war Brandenstein Gründer und erster Präsident des Deutschen Bridge-Verbandes. Er lebte bis zu seinem Tod in Berlin.
Von Brandenstein war von 1905 bis 1913 als Angehöriger der Deutschkonservativen Partei Mitglied des Preußischen Abgeordnetenhauses.

## Schriften
- Das Bridge Buch – Spielverlauf, Winke und Strategien. Drei Masken Verlag, Berlin / München 1928.